# Augustinerinnenkloster Fritzlar

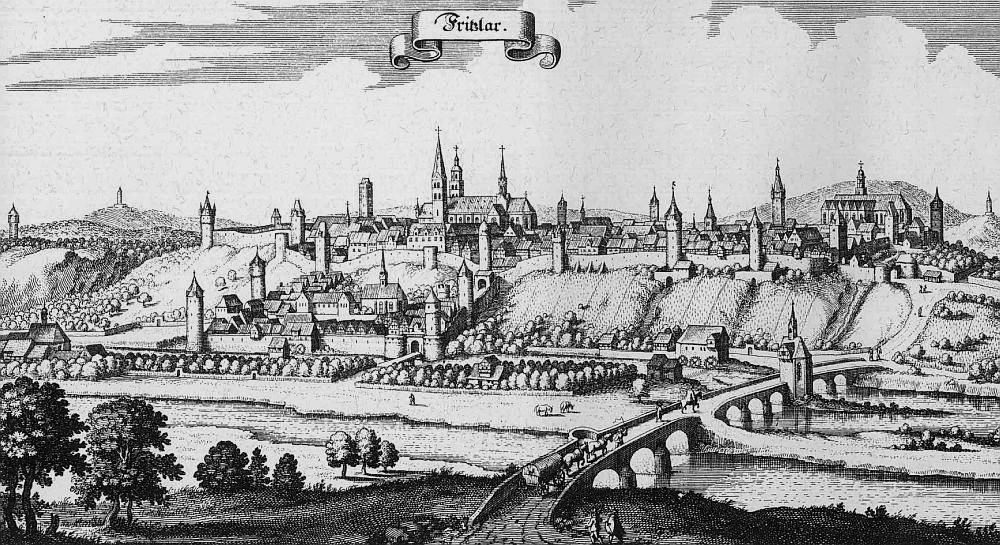
Ortsprospekt von Fritzlar – Aus der Topographia Hassiae von Matthäus Merian dem Jüngeren 1655. Links unterhalb des Doms in der ummauerten Neustadt das ehemalige Kloster der Augustinerinnen mit der Katharinenkirche. Ganz am linken Bildrand die Kapelle des Hospitals zum Heiligen Geist

Das Augustinerinnenkloster Fritzlar in der nordhessischen Stadt Fritzlar ging aus einer im Jahre 1145 erfolgten Hospitalgründung hervor und bestand bis 1538.

## Gründung als Hospital
Im Jahre 1145 stiftete Propst Bruno des Augustiner-Chorherrenstifts Weißenstein zum Zwecke der Errichtung eines Armenhospitals in seiner Geburtsstadt Fritzlar Land am Südhang unterhalb des Doms. Das von Propst Bruno mit Zustimmung des Mainzer Erzbischofs Heinrich gestiftete Land reichte allerdings nicht aus, um alle notwendigen Nebengebäude des Hospitals zu errichten, und er erbat daher von Erzbischof Heinrich, dem Stadtherrn von Fritzlar, weiteres Land. Erzbischof Heinrich kaufte das erforderliche Land und besiegelte am 9. März 1147 während eines Aufenthalts in Fritzlar die Schenkung dieser vier Morgen zur materiellen Absicherung und Erweiterung an das neue Marienhospital. Das Hospital befand sich außerhalb der damaligen Stadtmauern, an der Stelle des späteren Ursulinenklosters und der heutigen Ursulinenschule. Dort gab es mehrere Quellen, darunter die noch heute durch das Schulgelände führende und im Mittelalter Bonifatiusquelle genannte, die die Frischwasserversorgung des Hospitals gewährleisteten. Dort bestand wohl auch bereits eine kleine dem Hl. Bonifatius geweihte Kapelle, die dem neuen Hospital als Gotteshaus dienen sollte. Auch lag die Stelle an einer der wichtigen Einfallstraßen in die Stadt, die damals die größte und wichtigste in Niederhessen war, womit es durchreisenden Pilgern und Gesellen möglich war, dort Obdach zu finden, ohne das Stadtgebiet zu betreten. Gleichzeitig erlaubte es diese Lage vor den Mauern, die Stadtbevölkerung bei Seuchengefahr von den Kranken im Hospital getrennt zu halten. Die Krankenbetreuung erfolgte zunächst wohl durch eine Spitalbruderschaft, die nach den Regeln des Augustinus von Hippo lebte.

## Kloster
Spätestens im Jahre 1254 war aus dieser Stiftung ein Augustinerinnenkloster geworden: in diesem Jahr gewährte Erzbischof Siegfried III. von Mainz einen 40-tägigen Ablass für alle, die das neue Augustinerinnenkloster und das daran angeschlossene Hospital unterstützten. Über den Verlauf und die Einzelheiten dieser 100-jährigen Entwicklung ist nichts bekannt, aber das Kloster erfreute sich offensichtlich einer positiven Entwicklung und erwarb durch Schenkungen allerlei Besitz in der Umgebung. Dazu gehörten z. B. das Dorf Berningshausen (heute Wüstung), die Kapelle in Werkel mit all ihren Einkünften, ebenso eine Mühle in Werkel.

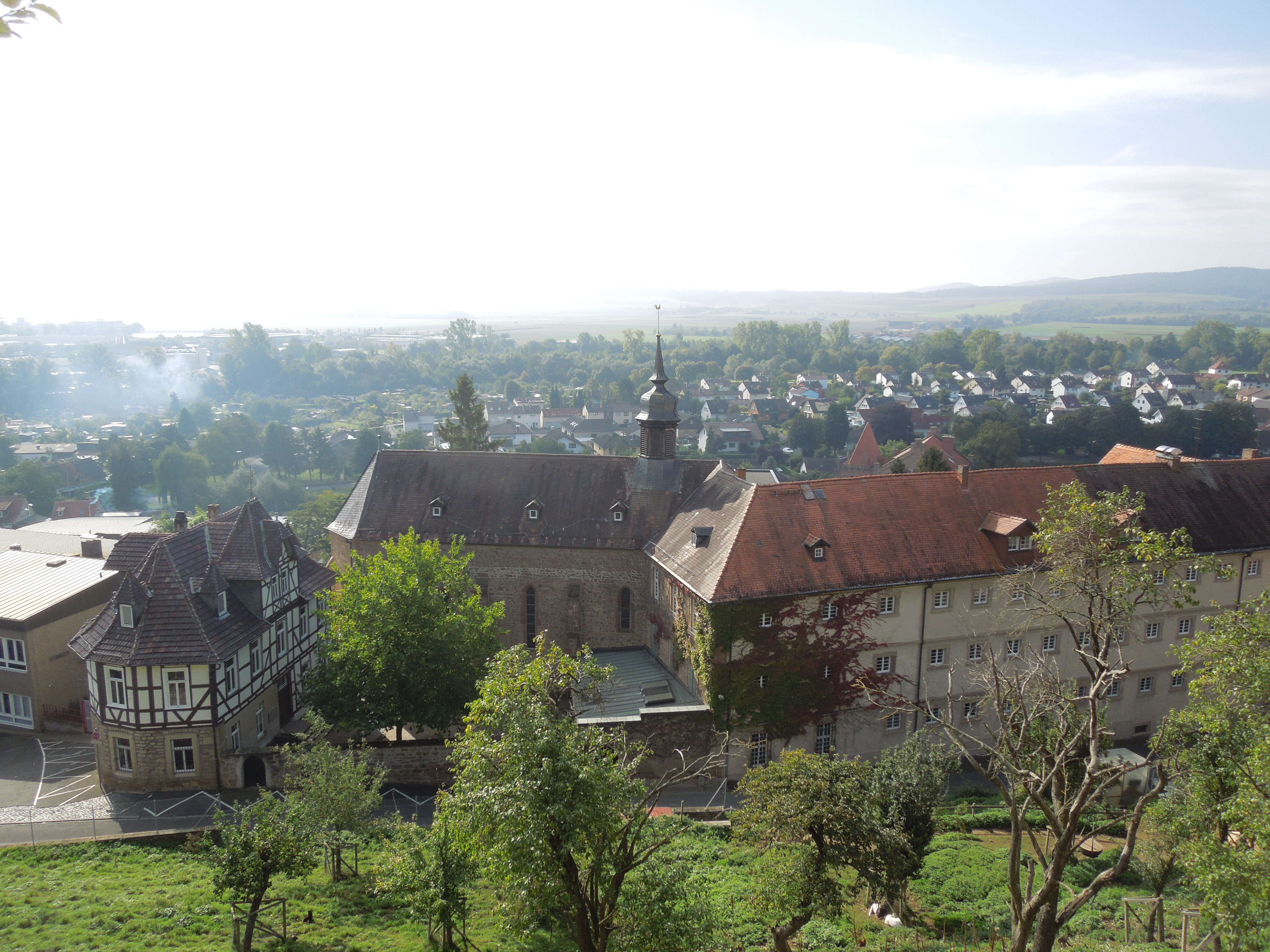
Die Katharinenkirche (Bildmitte); rechts das Anfang des 18. Jahrhunderts erbaute Ursulinenkloster, links die aus der gleichen Epoche stammende erste Klosterschule der Ursulinen

Um das Kloster und das ihm angeschlossene Marienhospital entstand ab 1240 die Fritzlarer Neustadt, eine bis 1464 rechtlich selbständige Stadt. Erzbischof Siegfried bestätigte bereits 1239 die Übertragung der Bonifatius-Kapelle mit ihrem Gütern durch das Fritzlarer Stiftskapitel an das Hospital, und 1247 erhielt die Kapelle die Pfarrrechte, als „parochia s. Bonifacii“. Gegen Ende des 13. Jahrhunderts wurde es möglich, die bis heute erhaltene, der Hl. Katharina von Alexandrien geweihte Klosterkirche, die Katharinenkirche zu bauen, einen einfachen gotischen und nur aus einem Hauptschiff bestehenden Bau, nach dessen Vollendung die alte Bonfiatius-Kapelle verschwand. (Der heutige Dachreiter stammt aus dem Jahre 1717.) Im Jahre 1297, wohl dem Jahr ihrer Weihung, wurden die Pfarreigrenzen der „Neustädter Spitalspfarrei“ neu bestimmt; sie umfassten nunmehr die Fritzlarer Neustadt und das in der Ederau liegende Dorf Holzheim und reichten bis zum Büraberg.
Um die Wende zum 14. Jahrhundert scheint das Marienhospital dem städtischen St. Georgs-Hospital qualitativ überlegen gewesen zu sein, wie der Übertritt einiger Pfründner vom städtischen zum Marienhospital nahelegt. In der Tat gründete die Stadt Fritzlar schon 1308 ein neues Hospital am jenseitigen Ufer des Mühlengrabens und direkt an der dortigen steinernen Brücke, das „Hospital zum Heiligen Geist“. Propst, Priorin und Konvent des Augustinerinnenklosters gaben, nach anfänglichem Widerstand (das neue Hospital lag auf dem Gebiet ihrer Neustädter Pfarrei), 1308 ihre Zustimmung zur Errichtung des neuen Hospitals und zur rechtlichen Autonomie der Spitalskapelle von Kirche und Konvent der Neustadt. Als Gegenleistung erhielten sie vom Rat der Stadt die Befreiung von allen Steuern und Abgaben für ihr Haus in der Spitalsgasse, das sie von dem ehemaligen stiftseigenen Hospital übernommen hatten.

## Niedergang und Ende
Nachdem die Stadt im Jahre 1308 im Tal am Mühlengraben das neue „Hospital zum heiligen Geist“ errichtet hatte, verlor das Klosterspital allmählich an Bedeutung. Der damit einhergehende Rückgang der Einnahmen, der allgemeine Niedergang des Klosterwesens, und schließlich die Auswirkungen der von Johann Hefentreger, dem Seelsorger des Klosters, energisch unterstützten Reformation führten zur Auflösung des Klosters im Jahre 1530 und dem Verkauf seines Besitzes. Die letzte Klosteroberin, Mater Gertrud von Urff, wurde mit der Dorfgemarkung des längst wüst gefallenen Orts Berningshausen abgefunden. Das Klostergut wurde vom „Hospital zum heiligen Geist“ übernommen. Die Klostergebäude verfielen langsam, und auch die Katharinenkirche, obwohl weiterhin als Gotteshaus genutzt, verwahrloste. Auf Merians Stich von 1655 ist sie allerdings noch als recht eindrucksvoller Bau zu sehen.
An der Stelle dieses Klosters entstand in den Jahren 1713–1719 das Ursulinenkloster Fritzlar, dessen Gebäude heute durch die Ursulinenschule Fritzlar genutzt werden.